# جعبه‌ماهی زرد
جعبه‌ماهی زرد یک صندوق‌ماهی است که در سرده Ostracion قرار دارد و در سرتاسر اقیانوس آرام، اقیانوس هند و جنوب شرق اقیانوس اطلس یافت می‌شود.